# Whitney-esernyő

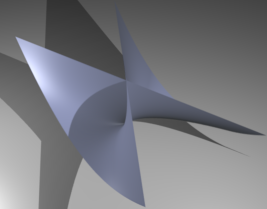
A felület egy része

A matematikában a Whitney-esernyő (vagy Whitney esernyője, esetleg Cayley-esernyő) egy önmagát metsző, háromdimenziós felület. Nevét Hassler Whitney amerikai matematikusról kapta. Azok az egyenesek alkotják, amik egy adott parabolán, tehát a vezérgörbén keresztülmennek, egy adott vezéregyenesre merőlegesek, a parabola tengelyével párhuzamosak és annak merőleges felező síkján, az iránysíkon fekszenek.

## Képletek
A Whitney-esernyő megadható Descartes-féle koordináta-rendszerben paraméteres egyenletrendszer segítségével:
{\displaystyle x(u,v)=uv};
{\displaystyle y(u,v)=u};
{\displaystyle z(u,v)=v^{2}},
ahol az u és v valós számok. Megadható implicit módon is:
{\displaystyle x^{2}=y^{2}z}.
Ez a képlet tartalmazza a negatív z tengelyt is (amit az esernyő „fogantyújának” is neveznek).

## Tulajdonságai

Whitney-féle esernyő mint egyenes mozgása által létrejövő vonalfelület.

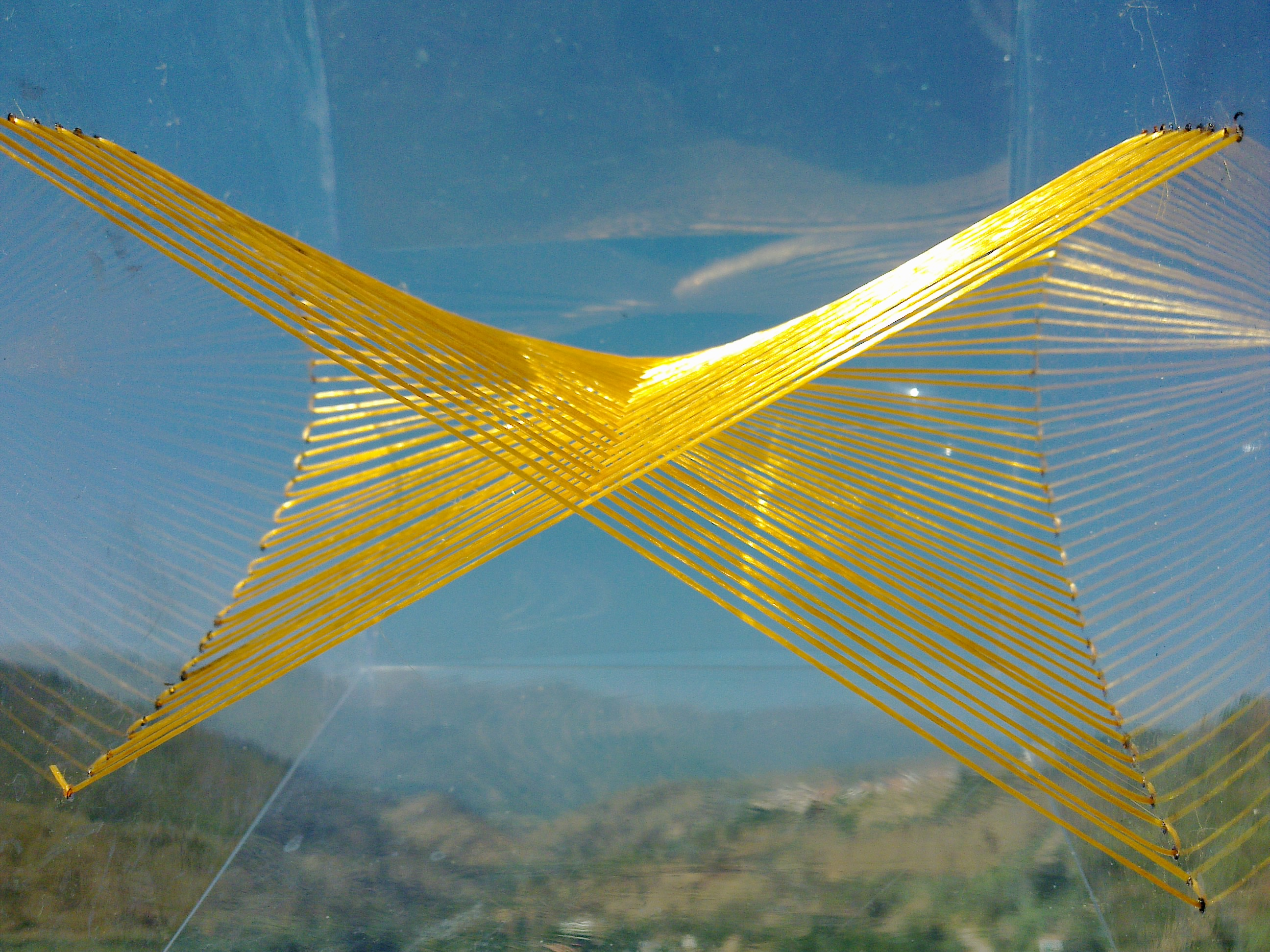
Whitney-esernyő egyetlen szálból elkészítve egy műanyag kockában

A Whitney-féle esernyő egy parabolakonoid vonalfelület. Fontos szerepet játszik a szingularitáselméletben, a becsípődéses szingularitás egyszerű lokális modelljeként. A húrelméletben a Whitney-brán egy D7-brán wrapping, aminek a szingularitásait lokálisan a Whitney-esernyő modellezi. A Whitney-esernyők az F-elmélet Sen-féle gyenge csatolási határainál is előjönnek.